# Azerbajdžansko vino
Azerbajdžansko vino ima dugu tradiciju. Azerbajdžan je jedna od najstarijih vinarskih regija na svijetu. Azerbajdžanska vina proizvode se u nekoliko područja diljem zemlje.
Azerbajdžan ima uspješnu proizvodnju vina koja datira iz 2. tisućljeća prije Krista. Azerbajdžanska višegodišnja povijest proizvodnje vina otkrivena je na arheološkim iskopinama naselja u Kültəpə, Qarabağlar i Galajig. Arheolozi su otkrili posude za fermentaciju kamena i skladište koje su sadržavale ostatke i sjemenke grožđa iz 2. tisućljeća prije Krista. Antički Grci bili su svjesni proizvodnje vina u tom području barem 7. stoljeća prije Krista prema Herodotu. Kasnije će Strabon pisati u 1. stoljeću prije Krista o azerbajdžanskom vinu poznatom kao Kavkaska Albanija. Arapski povjesničari i geografi opisuju razvijeno vinogradarstvo oko Ganje i Barde koje se odvijalo i nakon islamskog osvajanja tog područja.
Nakon pada Sovjetskog Saveza i nezavisnosti Azerbajdžana, mnogi su pokušaji oživljavanja i modernizacije azerbajdžanske vinske industrije. Danas se vinogradi nalaze u podnožju planina Kavkaza i Kursko-arakske nizine blizu rijeke Kure. U 21. stoljeću Gandža, Gorski Karabah i Nahčivan postali su središta proizvodnje vina u toj regiji.